# Chaeridiona angulata
Chaeridiona angulata es un coleóptero de la familia Chrysomelidae.
Fue descrita científicamente en 1932 por Staines.